# Hemierana
Hemierana is een kevergeslacht uit de familie van de boktorren (Cerambycidae). De wetenschappelijke naam van het geslacht werd voor het eerst geldig gepubliceerd in 1923 door Aurivillius.

## Soorten
Hemierana is monotypisch en omvat slechts de volgende soort:
- Hemierana marginata (Fabricius, 1798)